# Eriogonoideae
Eriogonoideae es una subfamilia de plantas pertenecientes a la familia Polygonaceae.  El género tipo es Eriogonum Michx.

## Géneros
| - Acanthoscyphus - Afrobrunnichia - Antigonon - Aristocapsa - Brunnichia - Centrostegia - Chorizanthe - Coccoloba - Dedeckera - Dodecahema | - Eriogonum - Gilmania - Goodmania - Gymnopodium - Harfordia - Hollisteria - Johanneshowellia - Lastarriaea - Leptogonum - Mucronea | - Nemacaulis - Neomillspaughia - Oxytheca - Podopterus - Pterostegia - Ruprechtia - Stenogonum - Symmeria - Systenotheca - Triplaris |